# ماركو (لاعب كرة قدم)
ماركو هو لاعب كرة قدم برازيلي في مركز الهجوم، ولد في 6 سبتمبر 1975 في مارينغا في البرازيل. لعب مع كووبيون بالوسيورا ونادي جاز وهكا.